# Rolls-Royce Silver Ghost

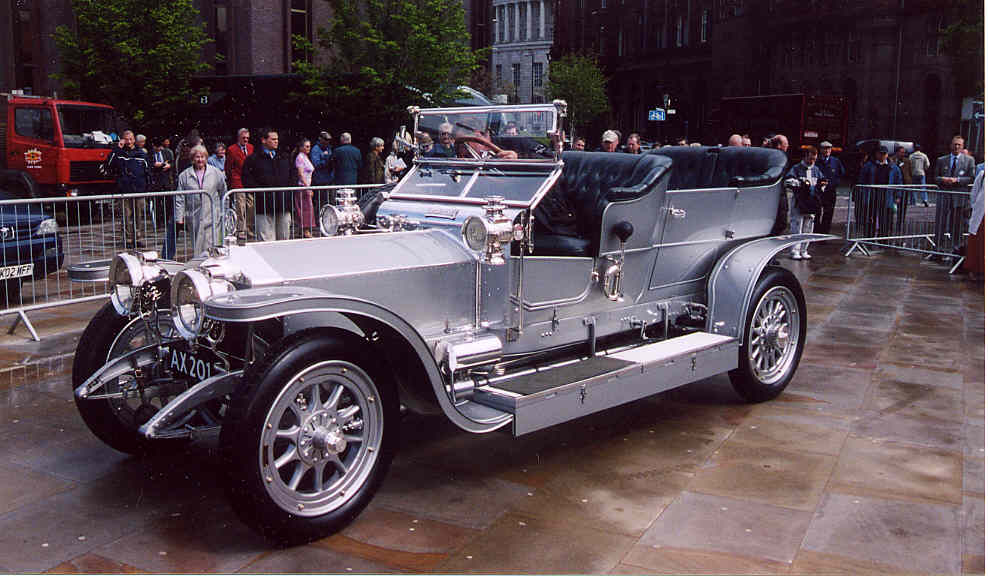
Rolls-Royce 40/50 Semi-Roi des Belges „Silver Ghost“

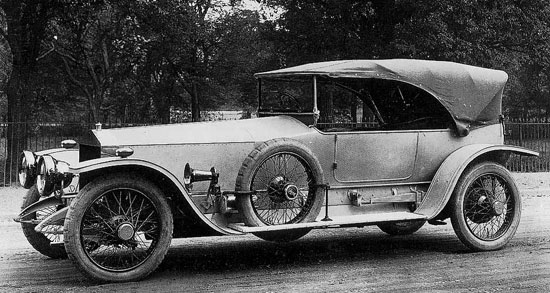
Rolls-Royce 40/50 hp mit Alpine Eagle Spezifikation. Chassis #2484, Tourer-Karosserie von Cann Ltd., London, Camden Town (1913)

Der Begriff Rolls-Royce Silver Ghost (dt.: Silberner Geist) bezeichnete ursprünglich ein einzelnes Automobil der Baureihe Rolls-Royce 40/50 hp des britischen Herstellers Rolls-Royce, das mit besonderen Spezifikationen ausgeliefert wurde. Später wurde die Bezeichnung auf die gesamte Baureihe übertragen.

## Die Modellreihe
Das unter der Bezeichnung Rolls-Royce 40/50 hp entwickelte Automobil wurde von 1906 bis 1925 produziert und durch die Phantom-Reihe abgelöst. 1913/1914, nach dem Gewinn eines entsprechenden Wettbewerbes, wurde auch ein Modell mit dem Namen Rolls-Royce Alpine Eagle gefertigt, dessen Motor einen geringfügig größeren Hubraum (121 mm Hub anstatt 120 mm), aber eine geringere Leistung (55 bhp (40 kW) anstatt 65 bhp (48 kW)) hatte; diese Fahrzeuge wiesen zudem deutlich längere hintere Blattfedern auf.
Die Silver Ghosts waren mit einem Sechszylinder-Reihen-Ottomotor mit sieben Litern Hubraum ausgestattet, der anfangs 48 bhp (35 kW) bei 1200 min−1 leistete, die im Laufe der Entwicklung auf bis zu 75 bhp (55 kW) gesteigert wurden. Die Schaltung erfolgte zu Beginn mit einer manuellen Dreigangschaltung, die ab 1913 durch eine Viergangschaltung ersetzt wurde. Zudem wurde ab 1914 elektrische Beleuchtung als Option eingeführt, ab 1919 war sie Standard. Außerdem diente der Silver Ghost als Basis für die Entwicklung des Rolls-Royce Armoured Cars, eines Panzerfahrzeugs, das während des Ersten Weltkrieges eingesetzt wurde. Obwohl seinerzeit völlig veraltet, wurde das Rolls-Royce Armoured Car auch in der Anfangsphase des Zweiten Weltkrieges eingesetzt.
Vor dem Ersten Weltkrieg war der Silver Ghost eines der technisch fortschrittlichsten Autos der Welt, was ihm den Ruf als bestes Auto der Welt einbrachte. Während des Krieges erfolgte keine Weiterentwicklung und der Rückstand auf andere zeitgenössische Konstruktionen wuchs. Schließlich erfolgte 1925 der Ersatz durch den Rolls-Royce Phantom I.
1906 wurde auch von einem britischen Automobiljournalisten erstmals die Wortschöpfung der Waftability diesem Fahrzeug zugeschrieben. Diese Wortschöpfung von damals prägt die Rolls-Royce-Fahrzeuge bis heute als Alleinstellungsmerkmal.
Modelle vom Typ Silver Ghost hatten unter anderem in folgenden Filmen Auftritte: Lichter der Großstadt (1931), Rebecca (1940), Citizen Kane (1941), Giganten (1956), Lawrence von Arabien (1962), Die tollkühnen Männer in ihren fliegenden Kisten (1965), Frankenstein Junior (1974) und Die Frau in Schwarz (2012).
47 Silver Ghost wurden für die sowjetische Nomenklatura von 1922 bis 1925 in das kommunistische Land eingeführt.

## Das Fahrzeug
Der spezifische Silver Ghost ist das zwölfte Fahrzeug aus der 40/50-hp-Baureihe, Chassis Nr. 60551, auf dem kürzeren Fahrgestell von 135 Zoll (3441,7 mm). Die Karosserie in Form eines „Semi-Roi des Belges“ (offener Tourenwagen ohne vordere Türen und mit leicht erhöhter hinterer Sitzbank) lieferte Barker & Co. in London, eine der besten Adressen für Luxuskarosserien. Die Lackierung war silber. Die Lampen und Beschläge waren versilbert (üblicherweise verwendete man Messing). Für das Armaturenbrett verwendete man Aluminium statt Teak-Holz. Die Ledersitze waren grün, die hintere Sitzbank konnte für größere Touren durch eine Gepäckbox ersetzt werden. Außen unter der Windschutzscheibe war eine Plakette angebracht mit der Aufschrift „The Silver Ghost“. Der Name sollte einerseits auf die silberne Farbe dieses Fahrzeugs anspielen, andererseits aber auch auf die geringe Geräuschentwicklung. Nicht nur damals war AX-201, wie das Fahrzeug wegen seiner Zulassungsnummer auch genannt wird, eine imponierende Erscheinung. Damit eignete sich das Fahrzeug auch als Demonstrationsobjekt für Rolls-Royce. Die Firma präsentierte ihn erstmals 1906 auf der Olympia Motor Show in London.
Innerhalb kürzester Zeit stellte der Silver Ghost verschiedene Rekorde auf und konnte seine für die damalige Zeit erstaunlich hohe Zuverlässigkeit unter Beweis stellen. Nach verschiedenen Besitzerwechseln gelangte er schließlich 1945 in den Besitz von Rolls Royce, die nach ihrem Kauf durch VW in Bentley umbenannt wurde und den Wagen 2019 in private UK-Hände verkaufte. AX-201 ist einer von zwei Rolls-Royce Silver Ghost, die für den Film „Die tollkühnen Männer in ihren fliegenden Kisten“ (s. o.) verwendet wurden. 1989 erfolgte eine umfangreiche Restaurierung des Fahrzeugs. Mit einem geschätzten Wert von 35 Millionen US-Dollar gilt es heute als eines der teuersten Autos der Welt.